# Phare de Malarrif
Le phare de Malarrif est un phare d'Islande. Il est situé sur la côte sud de la péninsule de Snæfellsnes, à l'ouest d'Arnarstapi, dans la région de Vesturland.